# Saprinus cariniceps
Saprinus cariniceps är en skalbaggsart som beskrevs av G. Müller 1944. Saprinus cariniceps ingår i släktet Saprinus och familjen stumpbaggar.

## Underarter
Arten delas in i följande underarter:
- S. c. cariniceps
- S. c. gondarabae